# Daniel O’Sullivan (Jurist)
Daniel O’Sullivan (* 9. Juni 1971 in Hamburg-Harburg) ist ein deutscher Jurist. Er ist seit 2024 Vizepräsident des Verfassungsgerichtshofs für das Land Baden-Württemberg.

## Leben
O’Sullivan legte 1990 das Abitur am Gymnasium in Neu Wulmstorf ab. Anschließend leistete er Zivildienst. Von 1991 bis 1996 studierte er Rechtswissenschaft an der Universität Hamburg. Von 1996 bis 1998 war er unter Claus Ott und Hans-Bernd Schäfer als wissenschaftlicher Mitarbeiter am Institut für Recht und Ökonomik der Universität Hamburg tätig. 1998 wurde er bei Gerhard Struck zum Doktor der Rechte promoviert. Von 1998 bis 2001 absolvierte er das Rechtsreferendariat am Hanseatischen Oberlandesgericht und am Bundesverfassungsgericht, daneben war er als Lehrbeauftragter an der Universität Hamburg tätig.
Von 2001 bis 2003 war O’Sullivan Richter auf Probe an den Amtsgerichten Hamburg-Wandsbek und Hamburg-Barmbek, zudem war er Ausbilder für Referendare am Hanseatischen Oberlandesgericht tätig. Von 2003 bis 2005 war er als wissenschaftlicher Mitarbeiter des Bundesverfassungsrichters Udo Steiner tätig. Die Ausbilderfunktion hatte er auch von 2004 bis 2012 an den Landgerichten Karlsruhe und Heidelberg sowie von 2010 bis 2024 am Landgericht Stuttgart inne. Von 2005 bis 2010 war er zudem Lehrbeauftragter an der Juristischen Fakultät der Universität Heidelberg. 2006 war er Jugendstaatsanwalt bei der Staatsanwaltschaft Karlsruhe. Von 2007 bis 2011 war er Richter an den Sozialgerichten Karlsruhe und Stuttgart. Seit 2011 ist er Richter am Landessozialgericht Baden-Württemberg, seit 2024 als Vorsitzender Richter. Außerdem ist er seit 2012 Lehrbeauftragter an der Hochschule für öffentliche Verwaltung und Finanzen Ludwigsburg. Von 2017 bis 2023 war er zudem Lehrbeauftragter an der Evangelischen Hochschule Ludwigsburg.
Am 18. Juli 2024 wurde O’Sullivan mit 125 von 141 Stimmen vom Landtag von Baden-Württemberg zum Richter am Verfassungsgerichtshof für das Land Baden-Württemberg gewählt. Zugleich wurde er als Nachfolger von Franz-Christian Mattes zum Ständigen Stellvertreter des Präsidenten berufen.
O’Sullivan ist Mitglied der SPD. Von 1991 bis 1996 war er Mitglied des Rates von Neu Wulmstorf. Seit 2014 ist er Mitglied des Gemeinderates von Ludwigsburg, seit 2024 Fraktionsvorsitzender.
O’Sullivan ist evangelisch-lutherisch, verheiratet und hat einen Sohn.